# Alt-Berlin

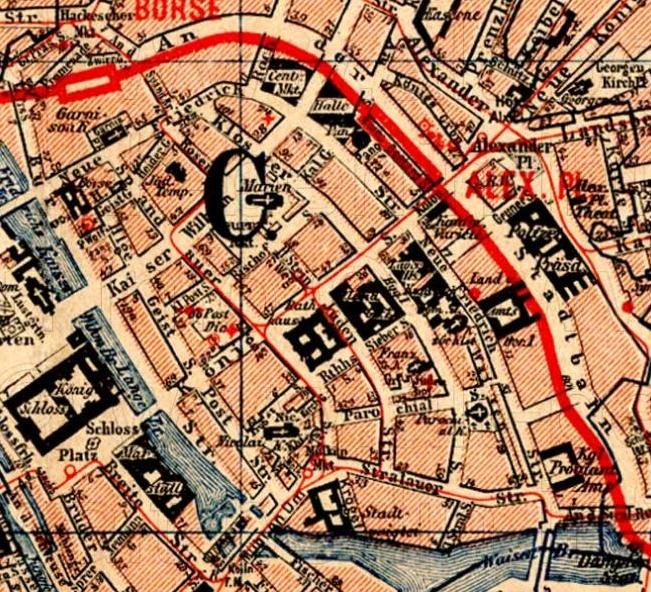
Cartina di Alt-Berlin nel 1893

Alt-Berlin (in italiano "Vecchia Berlino"), scritto anche Altberlin, è un quartiere (Stadtviertel), situato nella località berlinese (Ortsteil) di Mitte, parte dell'omonimo distretto. Nel XIII secolo era la città gemella del vecchio Cölln, situato sulla parte settentrionale dell'isola della Sprea, nella Marca di Brandeburgo. Comprende nel suo territorio la zona di Nikolaiviertel.

## Storia
Menzionato per la prima volta nel 1244, 7 anni dopo Cölln, rappresenta il nucleo originario della Berlino moderna. Fu costruita la prima fortificazione in pietra, per difendere entrambe le città, nel 1250 e nel 1251 ottenne i diritti di città. Nel 1280 Berlino ottenne il diritto di coniare moneta. In quel periodo apparve per la prima volta su uno stemma, vicino al simbolo dell'aquila imperiale, due orsi stilizzati; antecedenti dell'effettivo orso rampante, simbolo della città. Il 20 marzo 1307 la città fu unita a Cölln (mantenendo il suo nome, Berlino) formando un'unione commerciale su questioni politiche e di sicurezza, e partecipò alla lega anseatica.

## Geografia

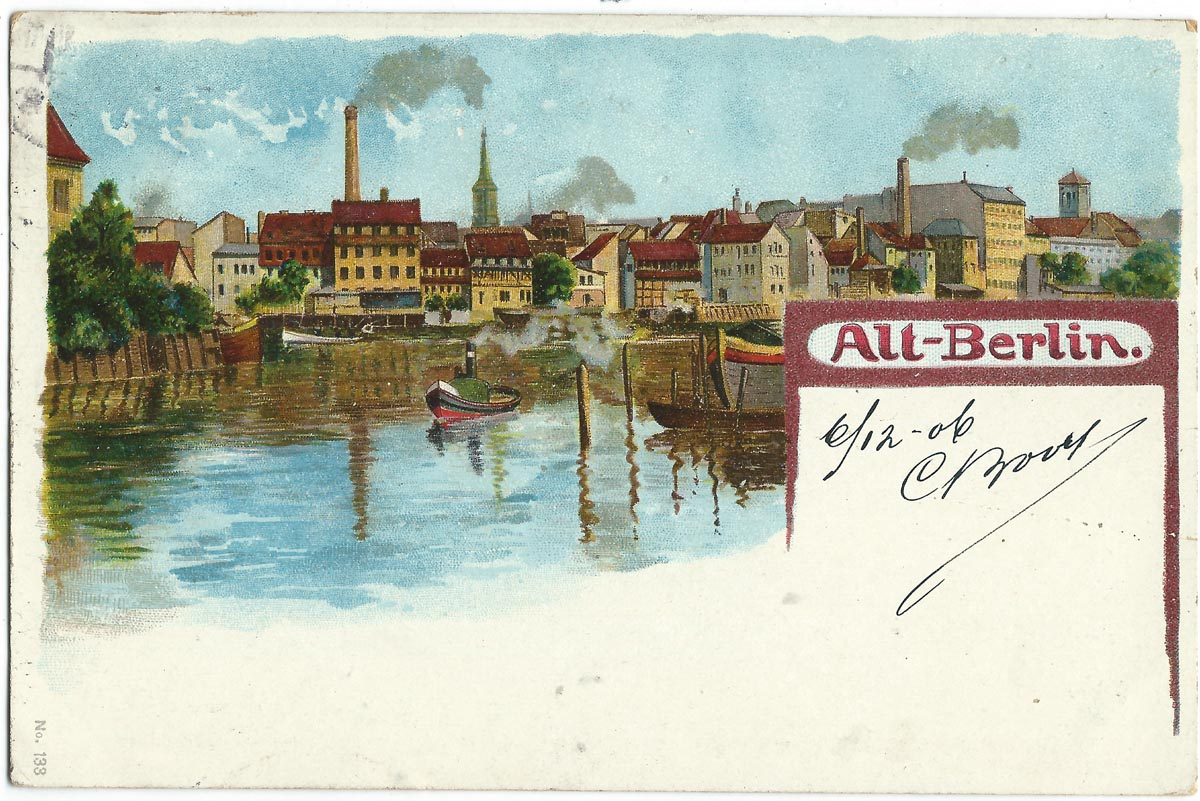
Illustrazione di Alt-Berlin nel XX secolo

Alt-Berlin è attraversata ai suoi confini meridionali dal fiume Sprea, si trova nel centro della città. I suoi confini settentrionali sono rappresentati, ad eccezione dell'area quadrata di Alexanderplatz, dalla linea ferroviaria Stadtbahn tra la stazione di Jannowitzbrücke e un ponte ferroviario dopo la stazione di Hackescher Markt.